# Calendario rivoluzionario francese

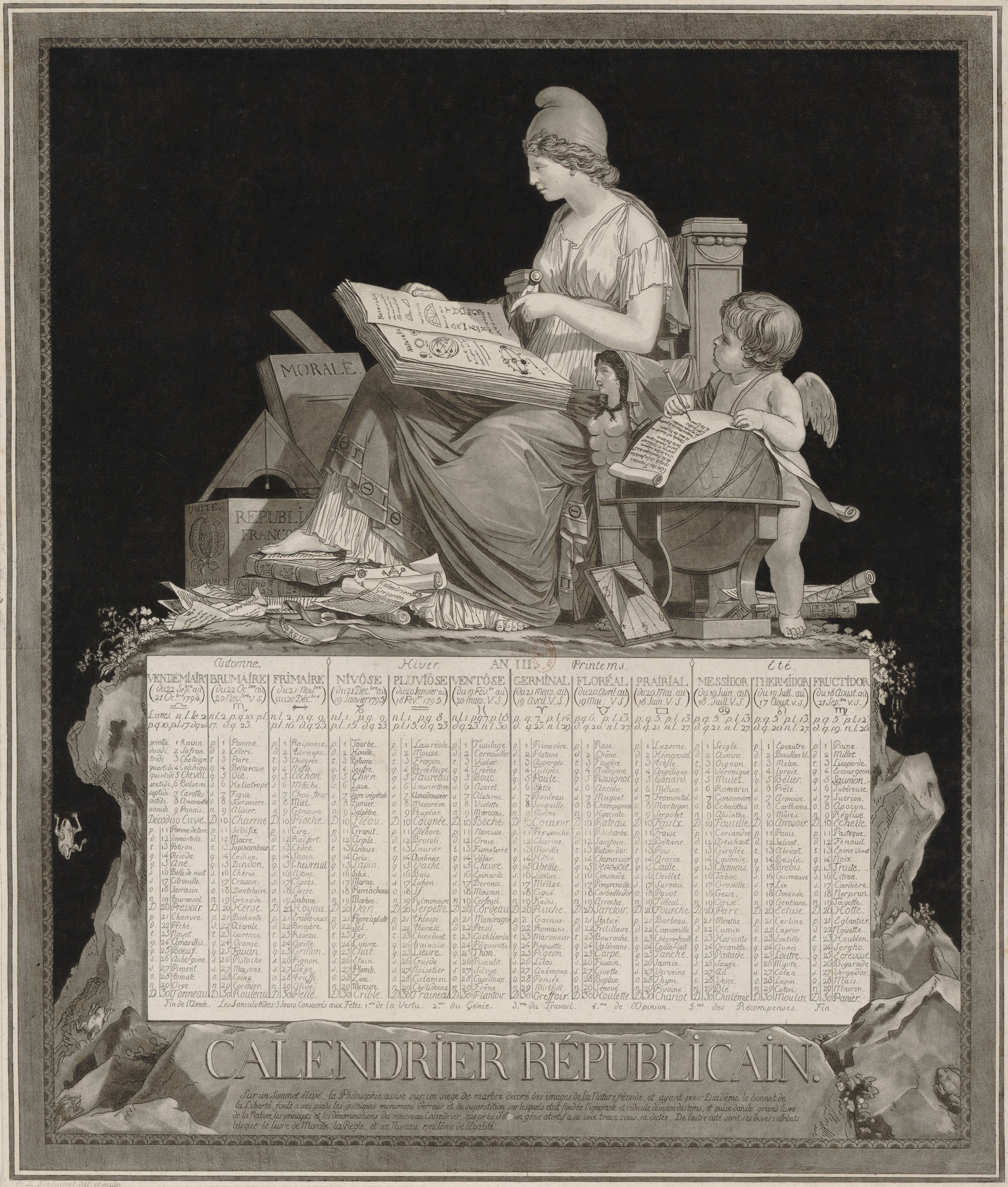
Copertina di un'edizione del Calendario repubblicano del 1794

Il calendario rivoluzionario francese o calendario repubblicano francese (calendrier révolutionnaire français o calendrier républicain français) fu stabilito nell'ottobre 1793 per commemorare la fine della monarchia e la nascita della repubblica durante la rivoluzione francese. La sua epoca, cioè il Capodanno dell'anno I, fu stabilita il 22 settembre 1792, giorno seguente alla proclamazione della Repubblica con la votazione che dichiarò abolita la monarchia. Restò in vigore sino al 31 dicembre 1805, ma fu riadottato per soli 18 giorni dalla comune di Parigi del 1871.

## Elaborazione e adozione del nuovo calendario
| Data odierna secondo il terzo sistema di calcolo sestile: 28 pratileanno CCXXXII (232) |

La Rivoluzione francese, dopo aver creato il Sistema metrico decimale («Sistema metrico provvisorio», 1º agosto 1793), intervenne sul calendario, la cui riforma era attesa sin dal 1789. La prima proposta di un calendario nuovo risale allo scritto di Sylvain Maréchal Almanach des honnêtes gens (1788), che proponeva un anno diviso in 36 decadi in cui sostituiva i nomi dei santi con quelli di letterati e sapienti nelle loro date di nascita o di morte.
Il progetto fu presentato alla Convenzione nazionale il 20 settembre 1793, per l'anniversario della proclamazione della Repubblica (21 settembre), e fu utilizzato in Francia a partire dal 24 ottobre 1793. Esso fu elaborato da una commissione scientifica alla quale parteciparono Joseph-Louis Lagrange, Gaspard Monge, Joseph Jerôme de Lalande, Pierre Simon Laplace e altri, e presieduta da Gilbert Romme, professore di matematica.
La riforma fu motivata, come dichiarò Gilbert Romme, dal fatto che il tempo nuovo determinato dalla Rivoluzione doveva «incidere con un nuovo bulino gli annali della Francia rigenerata», rinnegando «l'era volgare, era della crudeltà, della menzogna, della perfidia, della schiavitù; essa è finita con la monarchia, fonte di tutti i nostri mali».

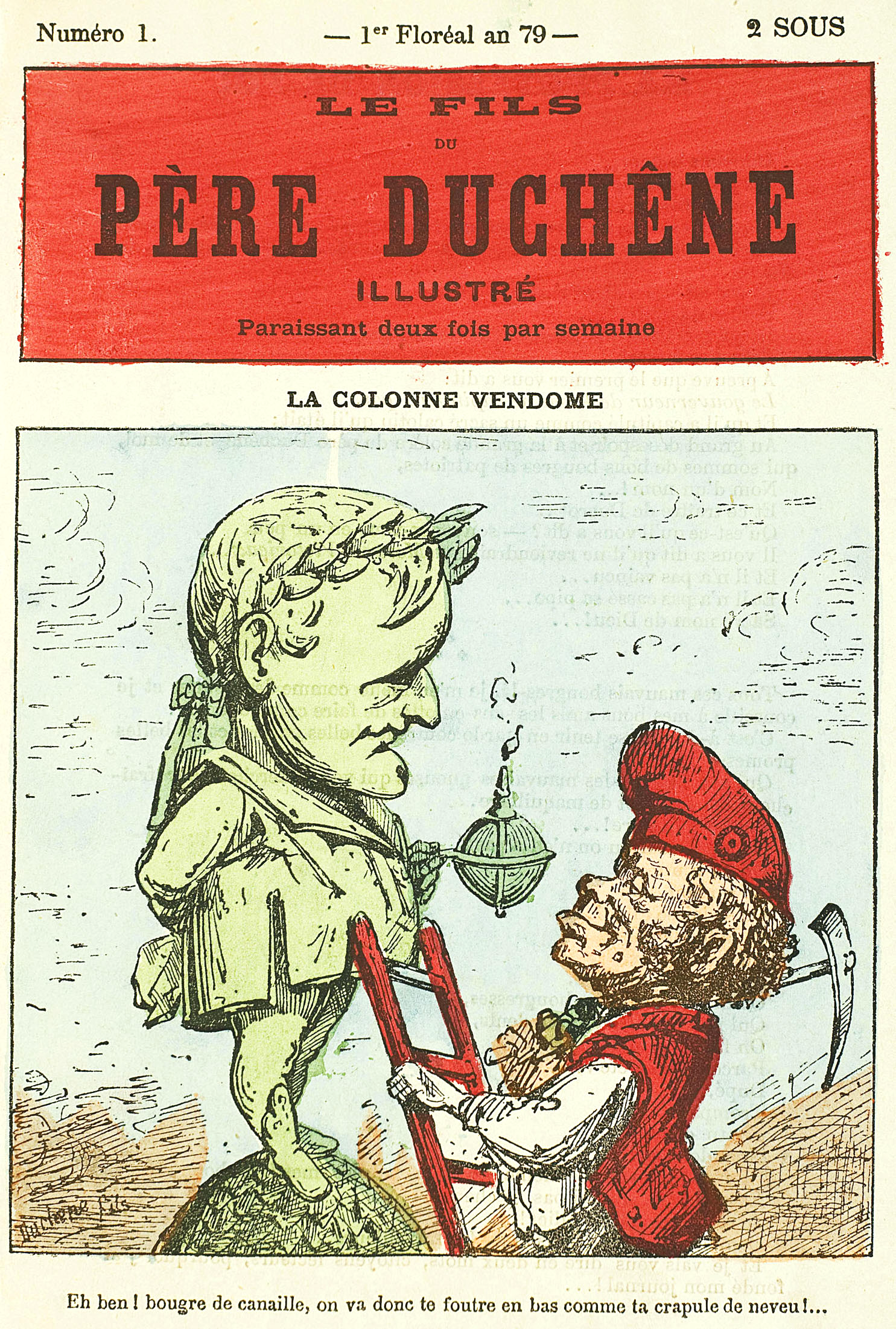
Una copia de Le Fils du Père Duchêne (ispirato a Le Père Duchesne), 1° fiorile anno 79, n. 1, giornale della Comune di Parigi (21 aprile 1871).

Costruito sul sistema decimale, il tempo nuovo si fondava sulla scienza moderna e, decristianizzato – eliminando i cicli settimanali della religione ebraica e cattolica, definita «complice di tutti i crimini del Re» dal deputato protestante François-Antoine de Boissy d'Anglas – assumeva valori laici; avendo a base il sistema agricolo, avrebbe mostrato al popolo, disse Fabre d'Églantine, autore dei nomi dei mesi e dei giorni, «le ricchezze della natura, per fargli amare i campi e designargli con metodo l'ordine delle influenze del cielo e delle produzioni della terra». Associando a ogni giorno il nome di un prodotto della natura, di uno strumento agricolo o di un animale domestico si mostravano «tutti gli oggetti che compongono la vera ricchezza nazionale».

### Fine
Il calendario repubblicano fu soppresso da Napoleone I con decreto del 22 fruttidoro anno XIII (9 settembre 1805), e il calendario gregoriano rientrò in vigore dal 1º gennaio 1806. Nel 1871, durante la Comune di Parigi, fu adottato a partire dal 5 maggio, o 15 fiorile secondo il Calendario rivoluzionario.

## Funzionamento generale

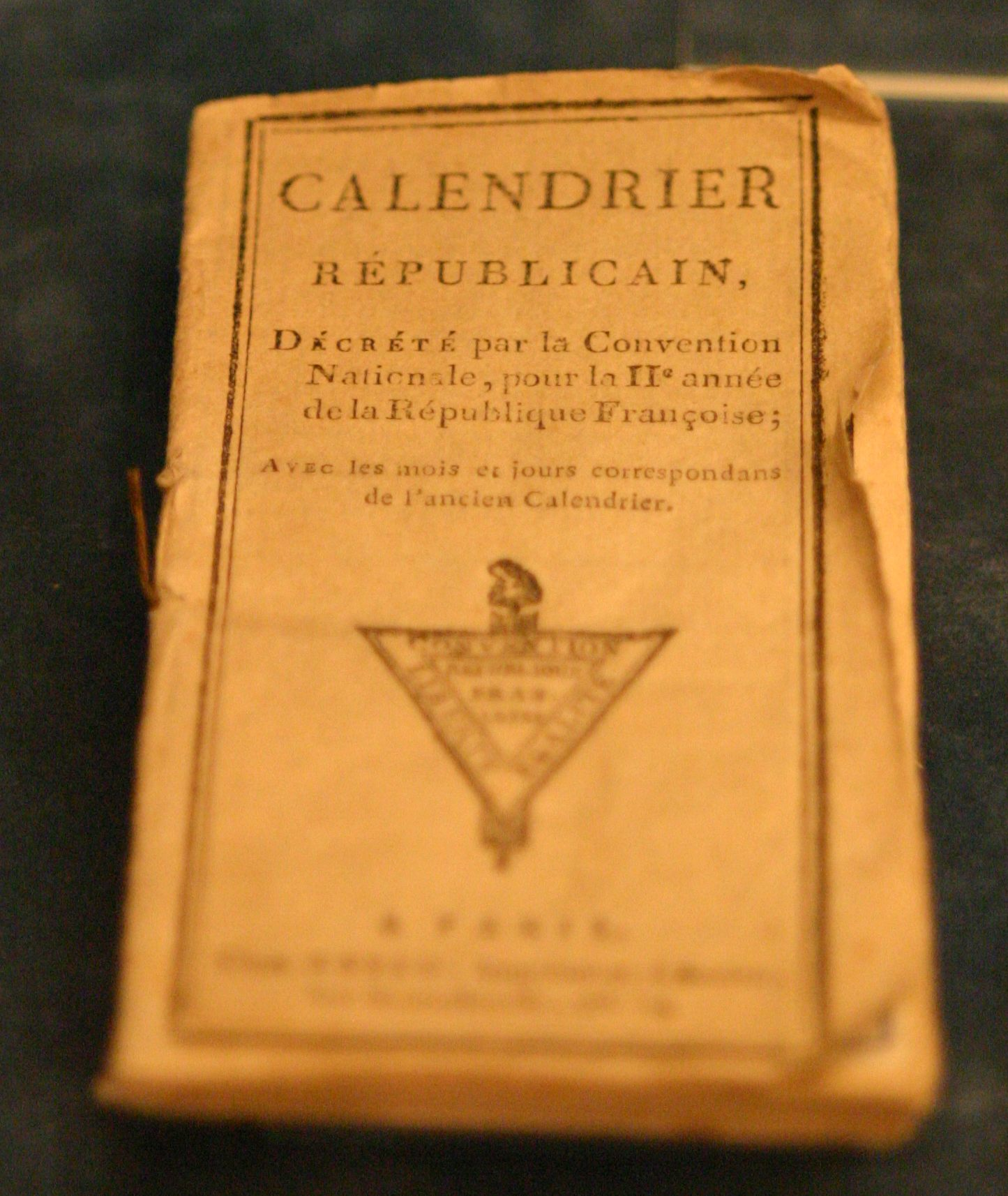
Edizione del calendario repubblicano

Un anno del calendario rivoluzionario era diviso in 12 mesi di 30 giorni ciascuno (360 giorni) più 5 giorni (6 negli anni bisestili) aggiunti alla fine dell'anno per pareggiare il conto con l'anno tropico (365 giorni, 5 ore, 48 minuti e 46 secondi). Ciascun mese era diviso in tre decadi; in ciascuna decade vi erano 8 giorni e 2 mezze giornate di lavoro e due mezze giornate solo di riposo assicurato (il pomeriggio del quinto e del decimo giorno).
Il passaggio da un sistema settimanale a uno decadico aveva come conseguenza per i lavoratori l'aumento da 52 a 54 dei giorni di riposo all'anno (escludendo dal conto le feste religiose da un lato, e le nuove feste rivoluzionarie, tra cui i giorni Sanculottidi, dall'altro).
Ogni giorno è composto da 10 ore, divisa ciascuna in 10 decimi o 100 minuti (centesimi); ogni minuto ha 100 secondi e ogni ora corrisponde perciò a 2 ore e 24 minuti dell'orologio classico sessagesimale.
Ogni nome di mese richiama un aspetto del clima francese (ad esempio dicembre, «nevoso», la neve) o di momenti importanti della vita contadina francese (settembre, «vendemmiaio», la vendemmia). Ogni mese era associato a una figura femminile con intento allegorico.
La corrispondenza di date è appresso riportata a titolo indicativo. In effetti varia leggermente da un anno all'altro, a causa della mancata coincidenza del giorno in più nell'anno bisestile.

## I dodici mesi del calendario repubblicano
- Autunno (suffisso -aire in francese, -aio in italiano)
  - vendemmiaio (vendémiaire) (22 settembre-21 ottobre)
  - brumaio (brumaire) (22 ottobre-20 novembre)
  - frimaio (frimaire) (21 novembre-20 dicembre)
- Inverno (suffisso -ôse in francese, -oso in italiano)
  - nevoso (nivôse) (21 dicembre-19 gennaio)
  - piovoso (pluviôse) (20 gennaio-18 febbraio)
  - ventoso (ventôse) (19 febbraio-20 marzo)
- Primavera (suffisso -al in francese, -le in italiano)
  - germinale o germile (germinal) (21 marzo-19 aprile)
  - fiorile o floreale (floréal) (20 aprile-19 maggio)
  - pratile (prairial) (20 maggio-18 giugno)
- Estate (suffisso -idor in francese, -idoro in italiano)
  - messidoro (messidor) (19 giugno-18 luglio)
  - termidoro (thermidor) (19 luglio-17 agosto)
  - fruttidoro (fructidor) (18 agosto-16 settembre)

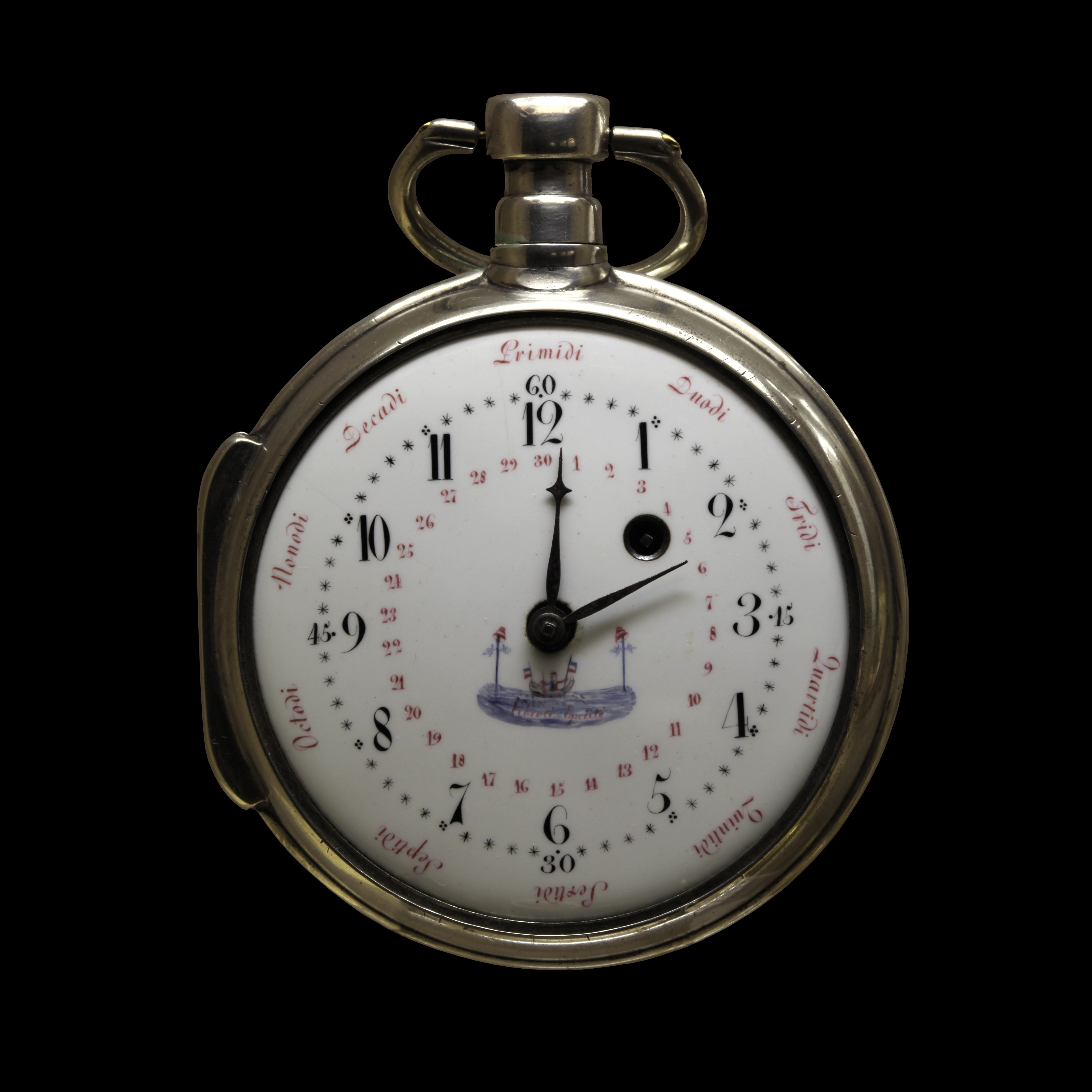
Orologio a sistema sessagesimale duodecimale che riporta anche i 10 giorni delle decadi del mese rivoluzionario

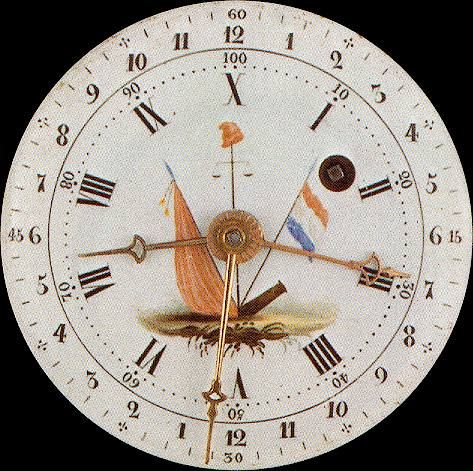
Orologio che riporta sia le ore duodecimali che l'ora decimale del calendario repubblicano

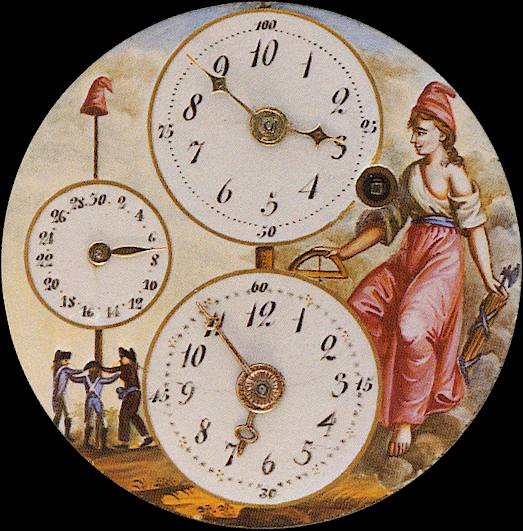
Orologio che riporta sia la datazione tradizionale sia quella decimale, sia le decadi.

I cinque giorni supplementari di fine anno, i giorni sanculottidi, erano:
Per l'anno non bisestile
- Giorno della virtù (17 settembre)
- Giorno del genio (18 settembre)
- Giorno del lavoro (19 settembre)
- Giorno dell'opinione (20 settembre)
- Giorno delle ricompense (21 settembre)

Per l'anno bisestile
- Giorno della virtù (16 settembre)
- Giorno del genio (17 settembre)
- Giorno del lavoro (18 settembre)
- Giorno dell'opinione (19 settembre)
- Giorno delle ricompense (20 settembre)
- Giorno della rivoluzione (21 settembre)

I dieci giorni delle decadi:
- Primidì
- Duodì
- Tridì
- Quartidì
- Quintidì
- Sestidì
- Settidì
- Ottidì
- Nonidì
- Decadì

### Allegorie dei mesi
Quadri allegorici dei mesi del calendario rivoluzionario francese disegnati nel 1796 da Louis Lafitte:

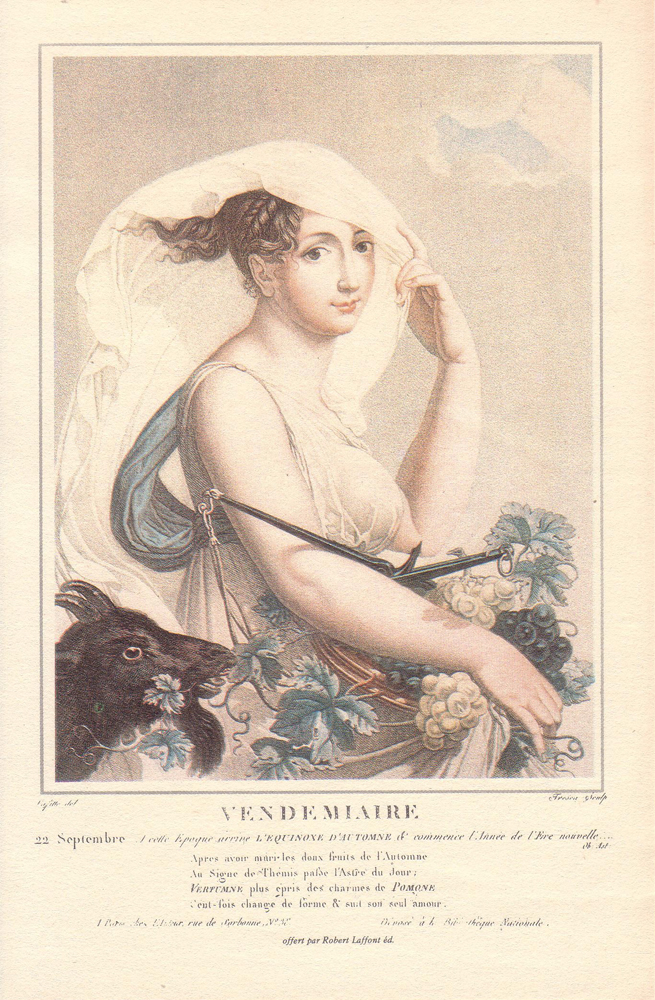
Vendemmiaio
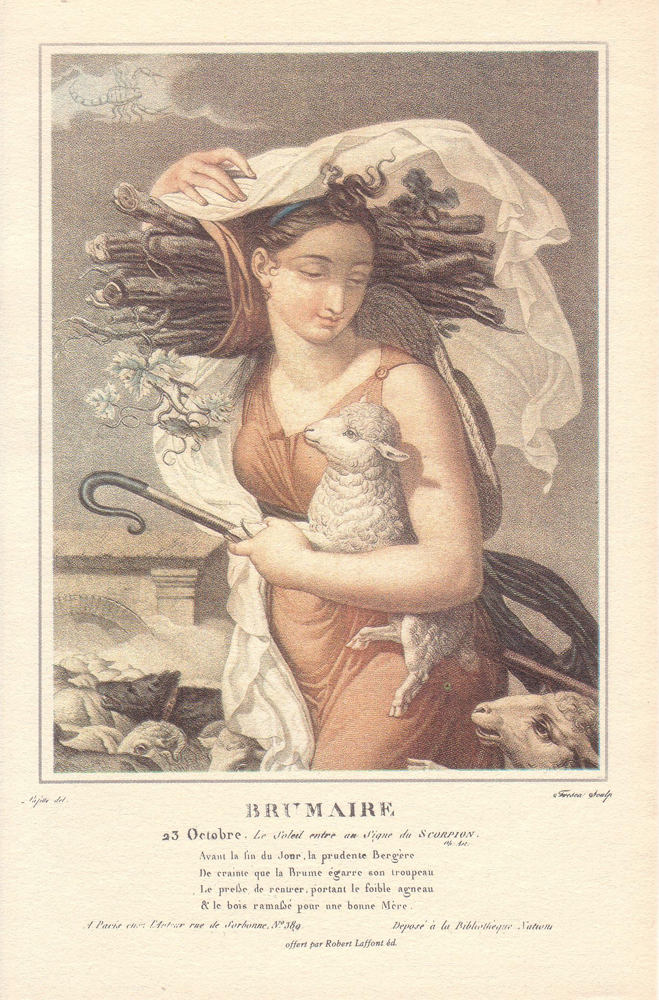
Brumaio
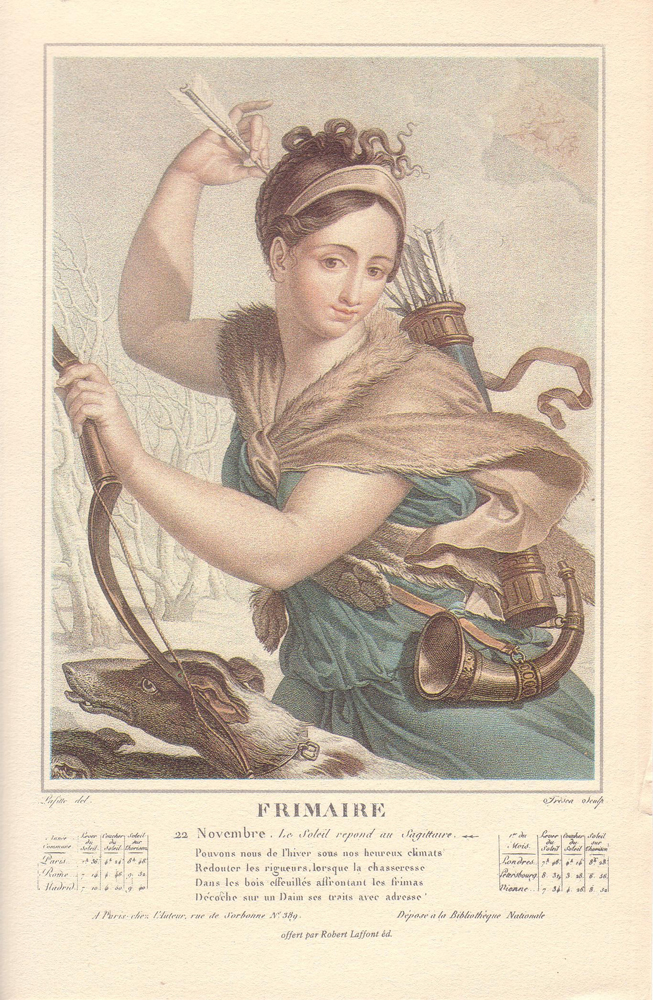
Frimaio
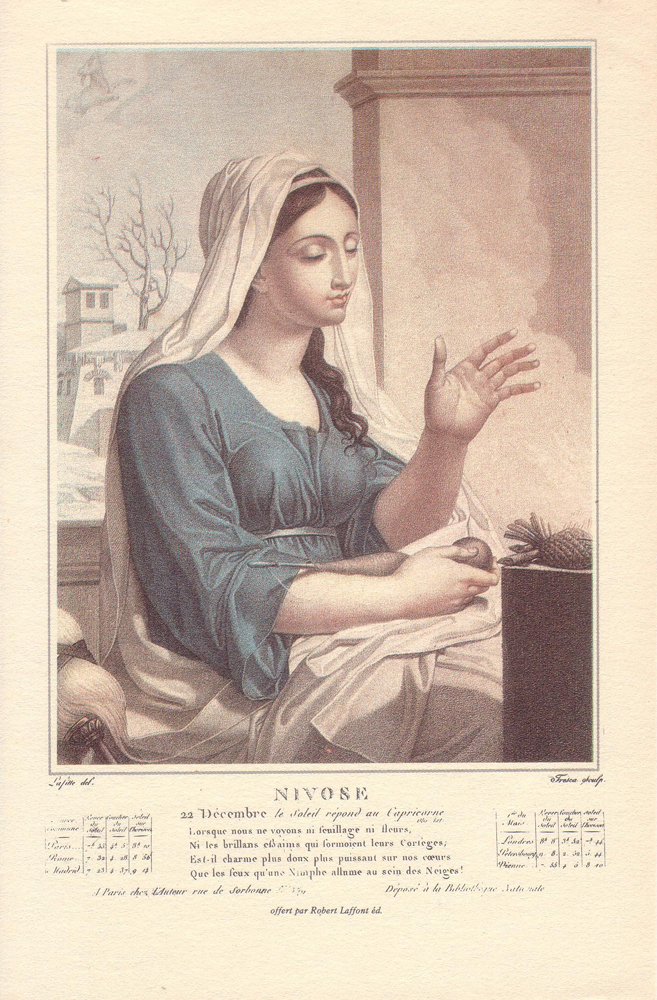
Nevoso
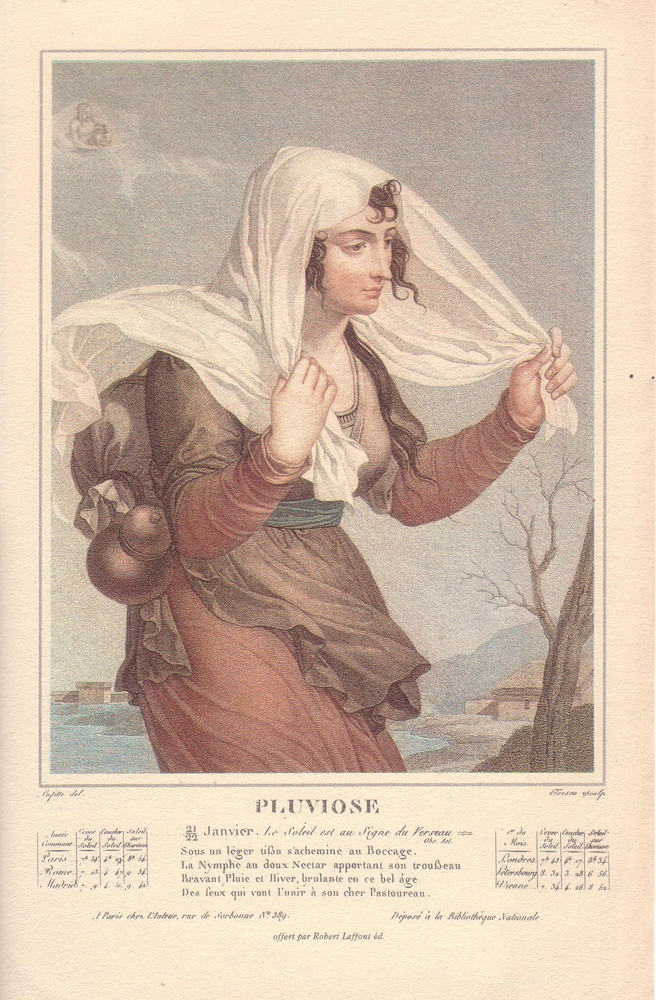
Piovoso
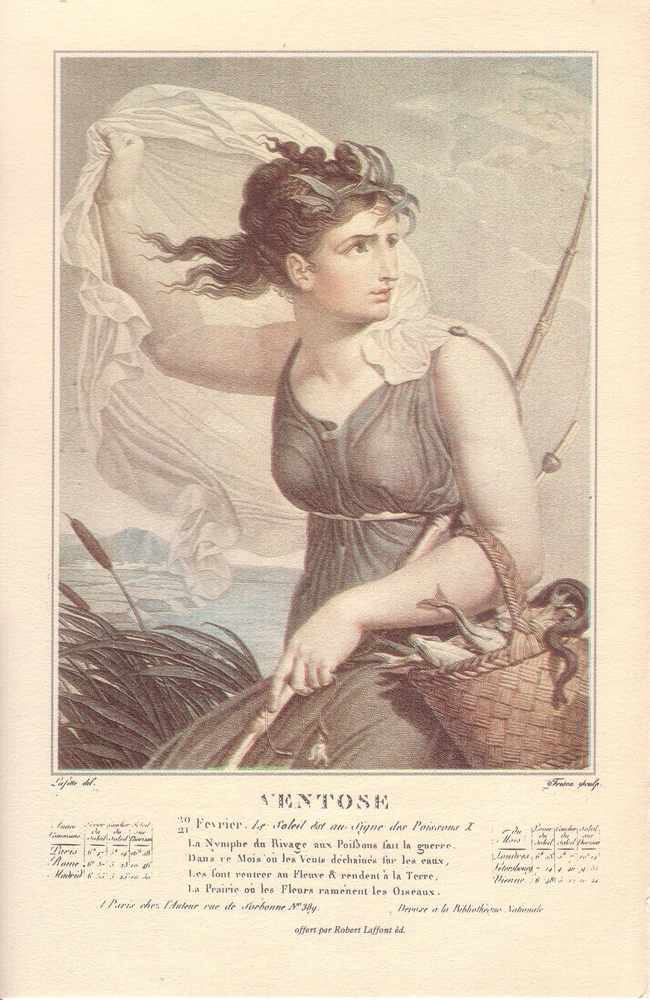
Ventoso
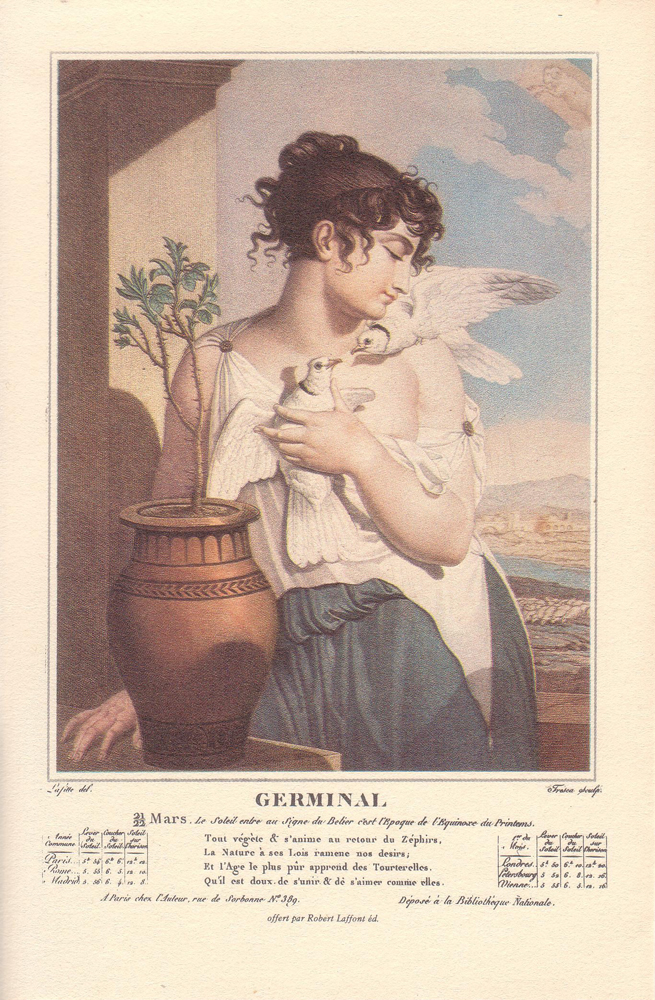
Germinale
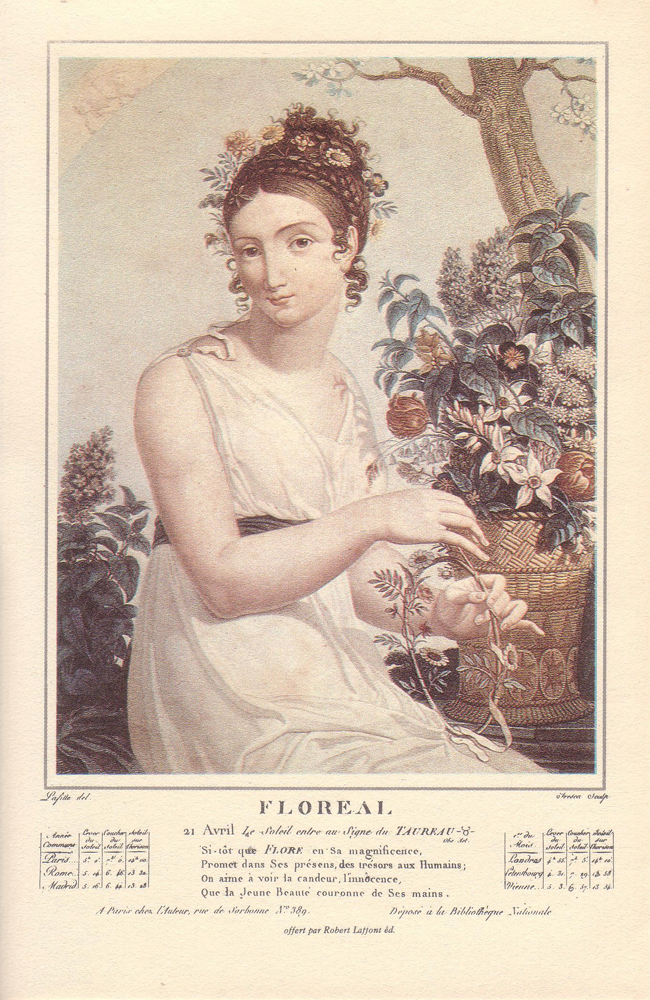
Fiorile
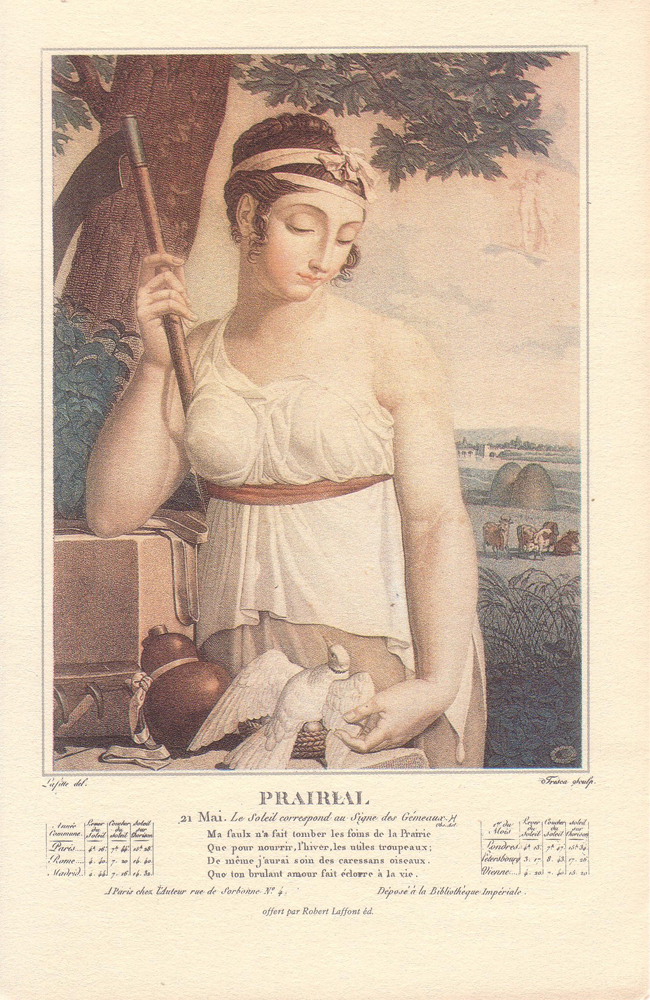
Pratile
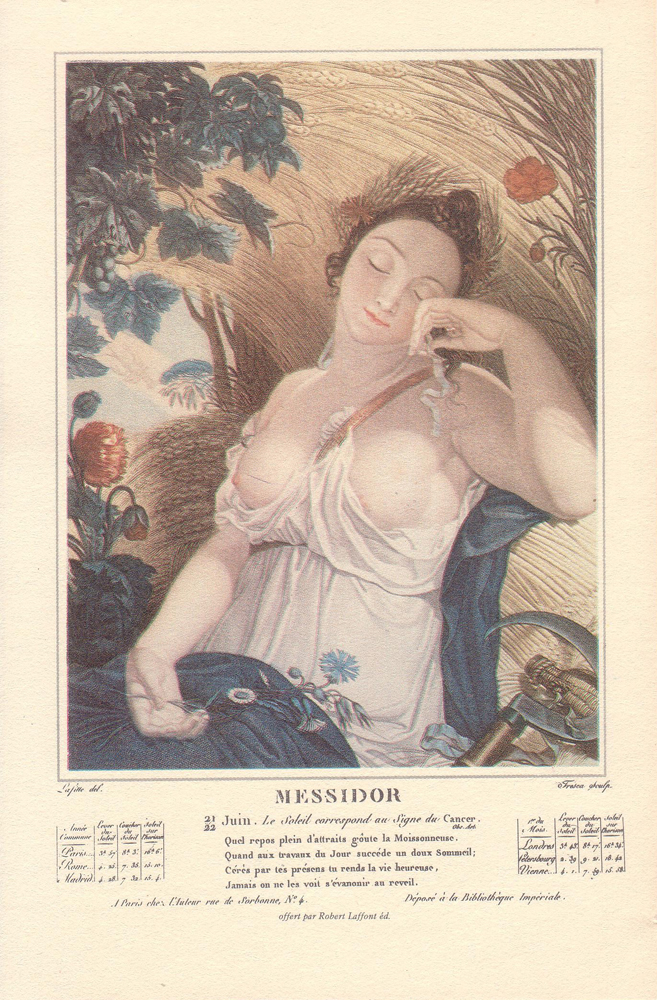
Messidoro
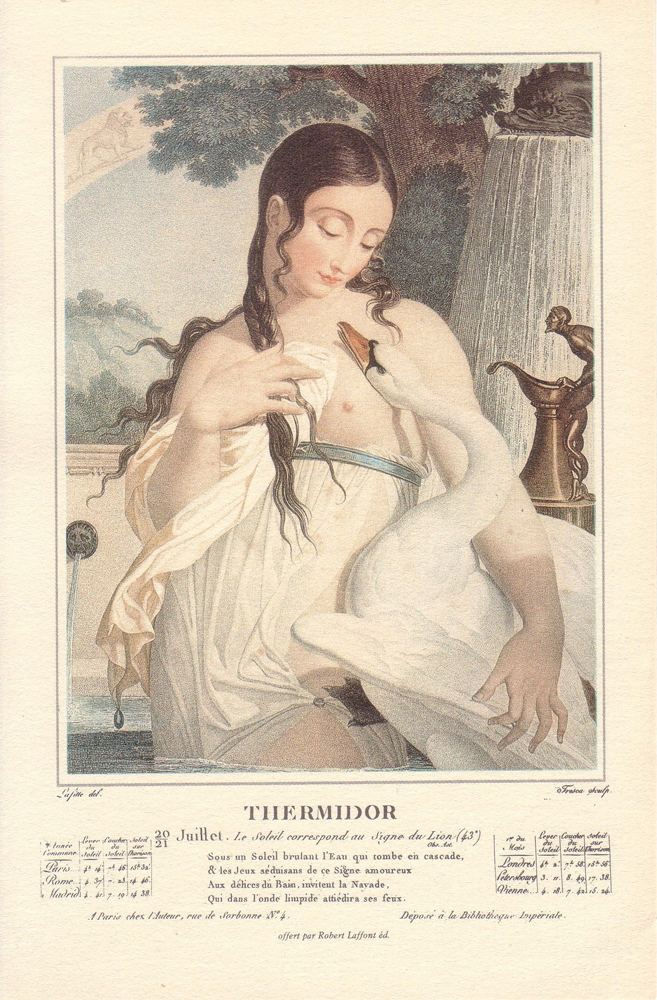
Termidoro
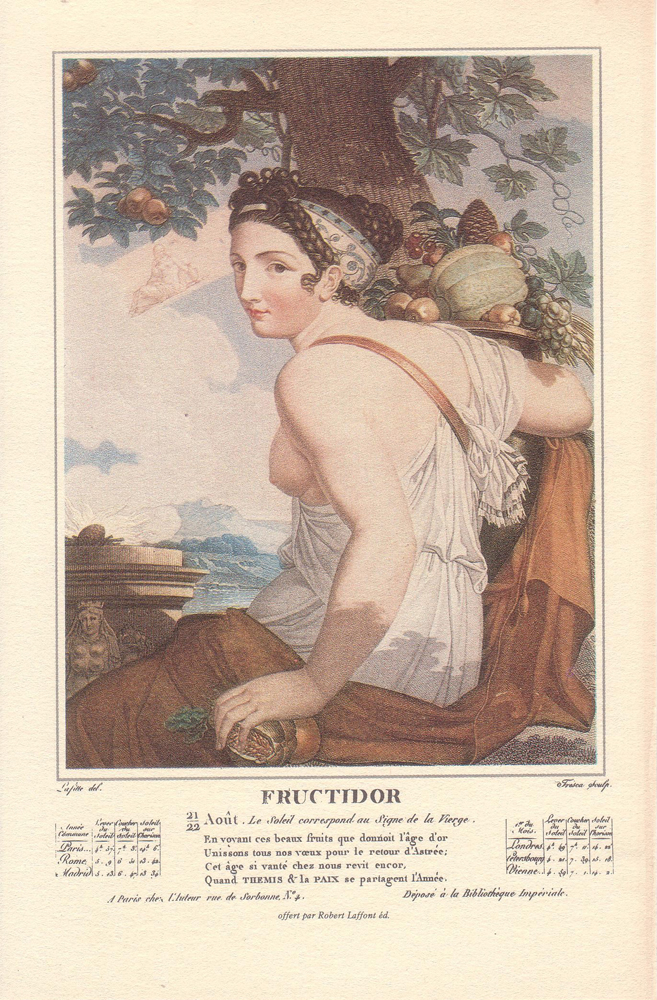
Fruttidoro

## Gli anni bisestili
Gli anni bisestili del Calendario rivoluzionario sono un argomento di grande dibattito, a causa delle situazioni contraddittorie che nascono dal far partire l'anno dall'equinozio d'autunno aggiungendo invece un anno bisestile ogni quattro anni come nel calendario gregoriano. Mentre gli anni III, VII e XI furono osservati come bisestili, e gli anni XV e XX fossero stati programmati come tali, non fu mai sviluppato un algoritmo per la determinazione dei bisestili dopo il XX.

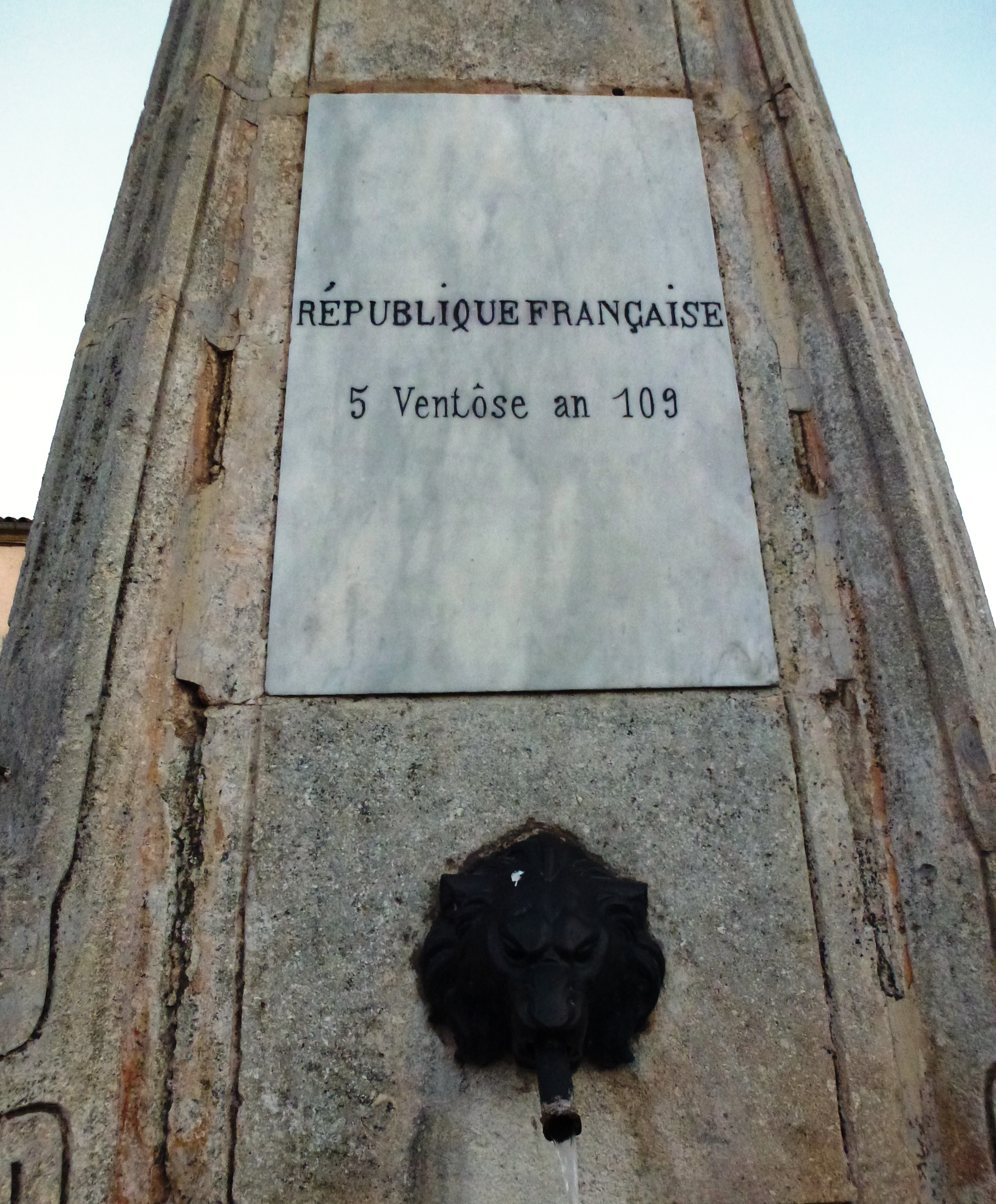
Fontana a Octon con data del 5 ventoso anno 109 (24 febbraio 1901).

Sono ipotizzabili tre metodi di calcolo dei sestili:
- il primo prevede l'allineamento al calendario gregoriano dal 1812 in poi;
- il secondo ne recepisce i criteri (bisestili tutti gli anni divisibili per 4, ma non bisestili quelli divisibili per 100 e non per 400); il progetto di riforma preparato dallo stesso Romme il 19 fiorile anno III (8 maggio 1795), mai applicato, prevedeva un anno sestile ogni quattro anni (il primo è l'anno IV), secondo questa formula
- il terzo ne formula di diversi (bisestili tutti gli anni divisibili per 4, ma non bisestili quelli divisibili per 128: un sistema lievemente più accurato del gregoriano); in questo sistema il giorno risulta arretrato di uno o di due.[5]

L'abolizione del calendario repubblicano non permette di sapere quale metodo poteva venir preferito, e rende incerta la conversione fra le date gregoriane e le ipotetiche date repubblicane dopo l'anno XX, anche se il primo sistema è più diffuso poiché più semplice da calcolare. Considerando bisestile l'anno solo se lo è nel gregoriano, il giorno bisestile cade alla fine, quindi negli anni bisestili la coincidenza dei giorni con il gregoriano slitta a partire dal 29 febbraio fino a metà settembre. Tuttavia il più corretto astronomicamente è il terzo.

## Uso al di fuori della Francia rivoluzionaria

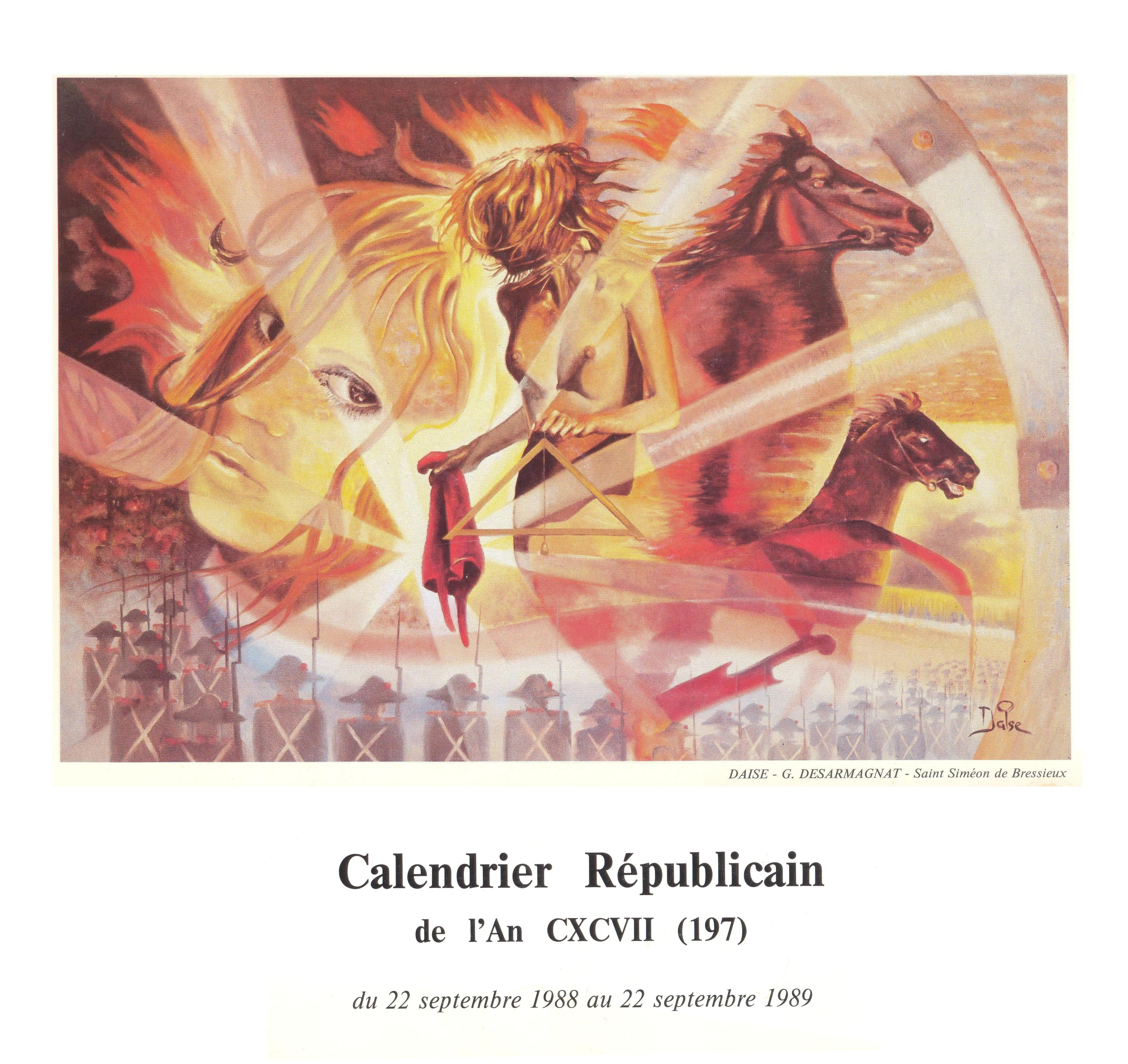
Calendario repubblicano per l'anno 197 (settembre 1988-settembre 1989) realizzato nel 1988 in vista del bicentenario della rivoluzione

Il calendario rivoluzionario, nato con la proclamazione della Repubblica in Francia, fu poi adottato anche nelle Repubbliche sorelle e in Belgio. 
Dopo la sua abolizione da parte di Napoleone, fu usato solo nel periodo della Comune e poi abbandonato. Nessuno stato al mondo lo ha più utilizzato. 
Lunari artistici con il calendario vengono o sono stati prodotti a livello amatoriale e ufficialmente da istituzioni per il bicentenario della Rivoluzione (1989).